# Angseryd
Angseryd är en före detta by, som ligger i Ödeshögs socken, Ödeshögs kommun, Östergötland. Den anses tillhöra Stavabygden.
Angseryd omfattar ½ mantal och har en areal av 96 hektar. På 1600-talet ägdes Angseryd av greven och riksrådet Lars 
Kagg.
Angseryd gränsar i norr till Jusseryd, i öster till Hålan, i söder till Siggeryd, i väster till Kushult och i nordväst till Skorperyd. I väster går gränsen mitt i den lilla Angserydssjön. Mitt i sjön möts gränserna mellan Angseryd, Kushult och Skorperyd.
Byn bestod av två gårdar men vid skifte 1899 delades den södra gården i två delar.
Byn elektrifierades aldrig utan mjölkning skedde för hand och, mjölken kördes till Jusseryd. Byn övergavs under 1940-talet, och inga andra byggnader än en lada finns kvar.

## Torp
Ett torp låg i norr invid gränsen mot Jusseryd.
Det södra torpet kallades Natta  och låg några hundra meter söder om hustomten.